# Властелин колец: Кольца власти (1-й сезон)
Первый сезон американского фэнтезийного телесериала «Властелин колец: Кольца власти», премьера которого состоялась на стриминговом сервисе Amazon Prime Video 2 сентября 2022 года, а заключительная серия вышла 14 октября 2022 года, состоит из 8 эпизодов и основан на произведениях Дж. Р. Р. Толкина, в основном на приложениях к роману-эпопее «Властелин колец». Действие происходит во Вторую эпоху легендариума Толкина, когда зло вновь набирает силу в Средиземье.

## Сюжет
Действие телесериала разворачивается за тысячи лет до событий, описанных в «Хоббите» и «Властелине колец». Сюжет основан на истории Средиземья, описанных в произведениях Дж. Р. Р. Толкина. Сериал начинается во времена относительного мира и охватывает все основные события Второй эпохи Средиземья: выковку Колец власти, восхождение тёмного властелина Саурона, падение островного королевства Нуменор и Последний союз эльфов и людей. Эти события разворачиваются на протяжении более чем трёх тысяч лет в произведениях Толкина, но сценаристы сериала сильно сжали оригинальную хронологию.

## Эпизоды
Два первых эпизода вышли 2 сентября 2022 года, оставшиеся эпизоды выходили раз в неделю на Amazon Prime Video. Хуан Антонио Байона стал режиссёром первых двух эпизодов, Уэйн Йип — режиссёром четырёх других эпизодов, а Шарлотта Брендстрём сняла ещё две серии.
| № общий | № в сезоне | Название                               | Режиссёр            | Автор сценария                                          | Дата премьеры    |
| --- | ---------- | -------------------------------------- | ------------------- | ------------------------------------------------------- | ---------------- |
| 1 | 1          | «Тень прошлого» «A Shadow of the Past» | Х. А. Байона        | Дж. Д. Пейн и Патрик Маккей                             | 2 сентября 2022  |
| После поражения Тёмного властелина Моргота в Войне гнева его главного прислужника Саурона разыскивает эльфийка Галадриэль, мечтая отомстить за своего старшего брата Финрода, который пал, сражаясь с Сауроном. На северных пустошах Фородвайта Галадриэль находит заброшенную крепость и обнаруживает там наковальню со знаком Саурона. Её спутники настаивают на том, чтобы вернуться в Линдон, королевство эльфов в Средиземье, верховный король которого Гиль-галад объявляет войну с приспешниками Моргота законченной. Он также предоставляет Галадриэль и её спутникам возможность отплыть в Валинор, где они смогут вечно жить в мире. На юге Средиземья лесные эльфы наблюдают за людьми, являющимися потомками союзников Моргота. Эльф Арондир сильно привязался к человеческой целительнице Бронвин, что не одобряют её соседи по деревне Тирхарад. Вместе Арондир и Бронвин обнаруживают, что соседняя деревня Хордерн уничтожена, а сын Бронвин, Тео, находит сломанный меч со знаком Саурона. Вблизи Валинора Галадриэль решает вернуться обратно и продолжить поиски Саурона, после чего прыгает с корабля в Разделяющее море. Тем временем двое юных мохноногов, Нори Брендифут и Поппи Праудфеллоу, находят странного человека в метеоритном кратере. |            |                                        |                     |                                                         |                  |
| 2 | 2          | «По течению» «Adrift»                  | Х. А. Байона        | Дженнифер Хатчисон                                      | 2 сентября 2022  |
| Плывя обратно в Средиземье, Галадриэль натыкается на плот с людьми, выжившими после кораблекрушения. После нападения морского чудовища из пассажиров его выживает только Халбранд из Южных земель, который объясняет эльфийке, что спасается от орков. Вместе с Галадриэль они переживают шторм. Мохноноги Нори и Поппи укрывают Незнакомца от остальных Мохноногов и обеспечивают ему кров и еду. Чужак не говорит на их языке, но использует светлячков и нечто, напоминающее магию, чтобы объяснить, что он ищет созвездие, которое неизвестно Нори. Арондир исследует туннели под Хордерном и попадает в плен к оркам. Бронвин возвращается в родную деревню Тирхарад, где её и Тео атакует орк. Они убивают его и используют его голову, уговаривая односельчан, включая хозяина таверны Валдрега, покинуть деревню. Гиль-Галад посылает полуэльфа Элронда для помощи великому эльфийскому королю Эрегиона Келебримбору, который планирует выстроить новую могучую кузницу. Элронд предлагает попросить помощи у гномов и идёт к своему другу, принцу Дурину в Кхазад-Дум. Дурин одерживает победу над Элрондом в состязании на молотах, однако он рассержен тем, что Элронд не посещал его 20 лет, но его жена Диса уговаривает его выслушать предложение полуэльфа. |            |                                        |                     |                                                         |                  |
| 3 | 3          | «Адар» «Adar»                          | Уэйн Йип            | Джейсон Кэхилл, Джастин Добл                            | 9 сентября 2022  |
| Галадриэль и Халбранда подбирает корабль, которым командует командир морской стражи Нуменора Элендиль, который отвозит их в своё островное королевство. Здесь выясняется, что отношения между островитянами и эльфами давно испорчены, и королева-регент Мириэль отказывается предоставить Галадриэль корабль для возвращения в Средиземье. Галадриэль посещает вместе с Элендилем нуменорский Дом Знаний, где обнаруживает, что метка Саурона — на самом деле карта Южных земель, где силы зла планируют основать свои новые владения. Также ей удаётся узнать, что истинным королём той страны является её спутник в морском путешествии. Тем временем самого Халбранда бросают в темницу после драки с нуменорцами. Община мохноногов готовится к очередного сезонному переселению, но спасённый девочками Незнакомец неожиданно выдаёт себя, попытавшись прочитать карты звёздного неба. Он решается сопровождать караван мохноногов, помогая толкать повозку семье Нори, отец которой получил увечье. Арондира орки отвозят в каторжный лагерь, где он роет с другими пленниками подземные проходы, обеспечивающие силам зла возможность передвигаться днём. Несколько его эльфов-земляков погибают, попытавшись бежать. После убийства Арондиром варга его приводят к предводителю орков по имени Адар — это имя эльфы считают одним из имён Саурона. |            |                                        |                     |                                                         |                  |
| 4 | 4          | «Великая волна» «The Great Wave»       | Уэйн Йип            | Стефани Фолсом, Дж. Д. Пейн, Патрик Маккей              | 16 сентября 2022 |
| Мириэль видит вещий сон, в котором остров Нуменор погибает, затопленный огромной волной. Канцлер Фаразон, дальновидный интриган и племянник короля, всячески поощряет неприязнь между эльфами и нуменорцами. Не желающий вернуть свою корону Халбранд действует в собственных интересах, давая советы как Галадриэль, так и Фаразону. Мириэль показывает эльфийке картины грядущего разрушения Нуменора в палантире. Не без труда Галадриэль уговаривает королеву-регента пойти войной на орков в Южных землях, и военный флот начинают готовить к походу. Арондир узнаёт, что покрытый шрамами Адар — некогда перешедший на сторону Моргота эльф, живший ещё в первую эпоху Средиземья. Уважая храбрость пленника, Адар отпускает Арондира, чтобы тот предложил сдаться жителям Тирхарада, укрывшимся в эльфийской сторожевой башне Остирит. Тем временем в самой крепости хозяин тирхарадской таверны Валдрег представляется Тео прислужником Саурона, сообщив оркам, что в башне находится нужный им древний артефакт — сломанный меч. Гномы обнаруживают жилу драгоценного металла митриля и держат в секрете его существование, но Элронд обнаруживает шахту. Выясняется, что митрилевую руду опасно добывать из-за обрушения туннелей в старой штольне. Король гномов Дурин III посылает своего сына принца Дурина с Элрондом в Линдон, чтобы выяснить, что замышляют эльфы. |            |                                        |                     |                                                         |                  |
| 5 | 5          | «Расставания» «Partings»               | Уэйн Йип            | Джастин Добл                                            | 23 сентября 2022 |
| Защищая Нори от стаи волков, Незнакомец использует магию, травмировав при этом собственную руку. Когда он излечивает её с помощью сотворённого им льда, Нори случайно соединяется с его разумом, который взрывом отбрасывает в сторону и пугает её. В Нуменоре Мириэль решает поддержать экспедицию в Средиземье, а Галадриэль уговаривает Халбранда принять в ней участие, пересказывая историю своих битв и потерь в схватках с Сауроном. До отплытия экспедиции Кемен пытается уничтожить её корабли, чтобы помочь своему отцу Фаразону прийти к власти, но его останавливает Исильдур. Будучи изгнанным из морской гвардии, Исильдур проявляет отвагу, спасая Кемена при взрыве корабля, и присоединяется со своими друзьями к нуменорскому войску. В Линдоне Гиль-галад открывает Элронду, что знает о митриле, который возник в пещерах Мглистых гор благодаря схватке эльфа с балрогом, одобряя его намерения использовать ценный металл для продления существования их рода. Элронд рассказывает обо всём принцу Дурину, и они вдвоём направляются в Кхазад-дум, чтобы попытаться уговорить короля Дурина. В Южных землях жители деревни, возглавляемые Вальдрегом, покидают Остирит, принимая предложения Адара о капитуляции, и присоединяются к нему; Вальдрег при этом верит, что Адар — это Саурон. В Остирите Тео показывает сломанный меч Арондиру, который понимает, что это ключ для превращения Южных земель во владения зла. Оставшиеся в Остирите жители деревни готовятся к битве с приближающейся армией орков. |            |                                        |                     |                                                         |                  |
| 6 | 6          | «Удун» «Udûn»                          | Шарлотта Брендстрём | Николас Адамс, Джастин Добл, Дж. Д. Пейн, Патрик Маккей | 30 сентября 2022 |
| Армия Адара обнаруживает, что сторожевая башня покинута жителями деревни. Арондир, выйдя из засады, уничтожает башню, обрушивая её на армию орков. Отступив в Тирхарад, он прячет сломанный меч и объясняется в любви к Бронвин. Тем временем армия Нуменора, высадившись с кораблей на берег, седлает коней и вооружается. Жители Тирхарада готовятся к обороне, центром которой становится каменная харчевня. Первый приступ они успешно отбивают, но при этом обнаруживают, что многие из нападавших — их бывшие соплеменники, подчинившиеся Адару и замаскировавшиеся под орков. Главные силы орков атакуют деревню, убив многих жителей, при этом Бронвин получает тяжёлое ранение стрелой. Орки выламывают дверь в харчевню, и Тео ради спасения матери открывает Адару местоположение сломанного меча. Внезапно появляется нуменорская кавалерия, которая громит армию Адара. Последний, отдав последний приказ Валдрегу, пытается ускакать, но Галадриэль и Халбранд преследует его и пленяют. На допросе Адар признается, что он — один из «мориондор», или уруков (эльфов, пленённых и извращённых Морготом), и заявляет, что «лично убил Саурона». Халбранда прославляют как короля Южных земель, но Тео, развернув захваченный у Адара свёрток, находит в нём топорик, и понимает, что это всего лишь приманка. Настоящий меч в руках у ускользнувшего Валдрега, который, добравшись до эльфийской крепости, вставляет его в механизм, открывающий находящуюся рядом дамбу. Потоки воды устремляются через орочьи туннели к вулкану Ородруин и обрушиваются на магму, вызывая фреатическое извержение и пирокластический поток, который приближается к деревне. Под градом вулканических бомб гибнут многие воины Нуменора и мирные жители долины.               |            |                                        |                     |                                                         |                  |
| 7 | 7          | «Око» «The Eye»                        | Шарлотта Брендстрём | Джейсон Кэхилл                                          | 7 октября 2022   |
| Выжившие жители деревни бегут из пылающего Тирхарада. Галадриэль и Тео чудом остаются в живых, королева-регент Мириэль слепнет, а Исильдур пропадает без вести. Отступив с остатками нуменорского войска к побережью, Мириэль обещает эльфийке прислать военную помощь из Нуменора. Галадриэль сопровождает раненого Халбранда в Эрегион, для лечения эльфийскими снадобьями. Тем временем Нори, странствующая с караваном мохноногов, обнаруживает, что конечный пункт их путешествия, плодовая роща, уничтожена извержением Ородруина. Попытка Незнакомца оживить дерево не удаётся, и он уходит, но на следующий день вся роща вырастает вновь. Мохноноги устраивают пиршество, однако во время празднества встречают загадочную троицу, разыскивающую их гостя. Встревоженная Нори пытается направить непрошеных гостей по ложному следу, но в ответ те сжигают весь караван мохноногов с припасами. Нори с Поппи и мачехой пускаются на поиски Незнакомца, чтобы предупредить его об опасности, и Садок, по настоянию Мальвы, присоединяется к ним. В Кхазад-думе Элронд предлагает сделку, пытаясь купить у гномов вожделенный митриль, но король Дурин III решительно отказывает, заявив, что эпоха эльфов подходит к концу. Неожиданно принц Дурин становится свидетелем способности митриля исцелять у листьев эльфийскую болезнь. Он возвращает сокрушённого Элронда и начинает добывать руду сам. Но как только он натыкается на богатую митрилевую жилу, возвращается разгневанный ослушанием старый король, который изгоняет Элронда, лишает принца королевского достоинства и запечатывает митрилевую шахту, не осознавая, что в недрах её уже разбужен балрог. Опустошённые извержением Южные земли переименовываются Адаром в Мордор.                        |            |                                        |                     |                                                         |                  |
| 8 | 8          | «Сплавленный» «Alloyed»                | Уэйн Йип            | Дженнифер Хатчисон, Дж. Д. Пейн, Патрик Маккей          | 14 октября 2022  |
| Галадриэль и раненый Халбранд прибывают в Эрегион. Встав на ноги, последний даёт совет Келебримбору создать сплав митриля с другими металлами для увеличения его силы. Обуреваемая сомнениями Галадриэль изучает историю династии Южных земель. Получив рукопись с королевской родословной, она узнаёт, что Халбранд — не тот, за которого себя выдаёт. В Нуменоре советник Фаразон собирает студентов академии, поручив им сделать эскизы для статуи умирающего Тар-Палантира. Последний в предсмертном бреду принимает сидящую рядом Эариен за свою дочь Мириэль, сообщив ей пророчество о скорой гибели острова. Тем временем отправившийся на восток Незнакомец встречает вышеназванную троицу, которая приветствует его как «владыку Саурона». Следовавшим по его пятам мохноногам удаётся похитить магический посох предводителя, после чего Незнакомец изгоняет с его помощью троицу во мрак. В схватке с последней получает смертельную рану старый Садок, и мохноноги, наконец, понимают, что Незнакомец — не Саурон, а один из Истари. В Эрегионе Галадриэль заявляет Халбранду, что он — не король, поскольку династия в Южных землях прервалась много веков тому назад. В видении эльфийка отказывается от предложения бывшего помощника Моргота стать правительницей Средиземья, после чего тот исчезает. Келебримбор, Элронд и Галадриэль выковывают три эльфийских кольца. Элендиль и Мириэль возвращаются на корабле в Нуменор, где получают известие о смерти престарелого короля. Нори прощается с соплеменниками, отправившись вместе с Незнакомцем на восток в земли Рун. В ответ на вопрос, какое направление им выбрать, Незнакомец советует Нори всегда «полагаться на свой нюх». Новоявленный Саурон, сбежав из Эрегиона, вступает на земли Мордора… |            |                                        |                     |                                                         |                  |

## В ролях

### Основной состав
- Морвед Кларк — Галадриэль
- Ленни Генри — Садок Берроуз
- Сара Звангобани — Мэриголд Брэндифут
- Дилан Смит — Ларго Брэндифут
- Маркелла Кавена — Эланор «Нори» Брэндифут
- Меган Ричардс — Поппи Праудфеллоу
- Роберт Арамайо — Элронд
- Бенджамин Уокер — Гиль-галад
- Исмаэль Крус Кордова — Арондир
- Назанин Бониади — Бронвин
- Тайро Махафидин — Тео
- Чарльз Эдвардс — Келебримбор
- Дэниел Уэйман — Гэндальф / Незнакомец
- Оуайн Артур — Дурин IV
- Чарли Викерз — Саурон / Халбранд
- София Номвете — Диса
- Ллойд Оуэн — Элендил
- Синтия Аддай-Робинсон — Мириэль
- Тристан Гравелль — Фаразон
- Максим Болдри — Исильдур
- Эма Хорват — Эариен
- Леон Уодэм — Кемен

### Второстепенный состав
- Амели Чайлд-Вильерс — Галадриэль в детстве
- Уилл Флетчер — Финрод
- Фабиан Маккаллум — Тондир
- Кип Чапман — Риан
- Тасита Джаясандера — Мальва Медоуграсс
- Максин Канлифф — Вильма
- Бо Кэссиди — Дилли Брэндифут
- Джефф Моррелл — Вальдрег
- Питер Тейт — Тредвилл
- Иэн Блэкбёрн — Роуэн
- Август Прю — Медор
- Саймон Мерреллс — Ревион
- Питер Маллан — Дурин III
- Энтони Крам — Онтамо
- Алекс Таррант — Валандил
- Джозеф Моул — Адар
- Кен Блэкбёрн — Тар-Палантир
- Эдит Пур — Кочевник
- Кали Копае — Аскет
- Брайди Сиссон — Обитатель

## Производство
В июле 2018 года было объявлено, что шоураннерами и главными сценаристами сериала станут Патрик Маккей и Джон Д. Пейн.
3 июля 2019 года стало известно, что режиссёром первых двух эпизодов сериала был назначен Хуан Антонио Байона. В марте 2021 года стало известно, что Уэйн Йип был утверждён в качестве исполнительного сопродюсера и режиссёра четырёх эпизодов сериала. В мае 2021 года было объявлено, что Шарлотта Брендстрём станет режиссёром двух эпизодов сериала.
18 сентября 2019 года было объявлено, что производство первого сезона пройдёт в Новой Зеландии. Съёмки начались в 2019 году и проходили на трёх разных площадках Северного острова.
К середине марта 2020 года, после закрытия границ Новой Зеландии в связи с глобальной пандемией COVID-19, производство сериала было приостановлено. На момент приостановления работ над сериалом работало около 800 человек. Сериал был одним из семи фильмов и телесериалов, которым были предоставлены льготы, позволяющие актёрам и членам съёмочной группы въезжать в Новую Зеландию, в то время как её границы были закрыты для жителей других стран из-за COVID-19. Исключения были предоставлены до 18 июня 2020 года министром экономического развития Филом Твайфордом и распространялись на 93 членов съёмочной группы, а также на 20 членов их семей. Подготовка к съёмкам следующих эпизодов началась в июле, а съёмки возобновились 28 сентября 2020 года. Байона закончил съёмки своих эпизодов к 23 декабря, а производство следующих эпизодов началось в январе 2021 года после двухнедельного перерыва на Рождественские праздники. 2 августа 2021 года было объявлено о завершении съёмок первого сезона и о дате премьеры сериала — 2 сентября 2022 года.
4 сентября 2019 года было объявлено, что одну из «ведущих» ролей в первом сезоне исполнит английский актёр Уилл Поултер. Позднее Поултер покинул проект, его сменил другой английский актёр Роберт Арамайо.
В январе 2020 года компания Amazon Studios объявила, что в актёрский состав сериала вошли Роберт Арамайо, Оуайн Артур, Назанин Бониади, Том Бадж, Морвед Кларк, Эма Хорват, Маркелла Кавена, Джозеф Моул, Тайро Махафидин, София Номвете, Меган Ричардс, Дилан Смит, Дэниел Уэйман и Чарли Викерз. 3 декабря 2020 года стало известно, что к актёрскому составу присоединились 20 человек: Ленни Генри, Питер Маллан, Ллойд Оуэн, Август Прю, Питер Тейт, Бенджамин Уокер, Синтия Аддай-Робинсон, Саймон Мерреллс, Максим Болдри, Иэн Блэкберн, Кип Чапман, Энтони Крам, Максин Канлифф, Тристан Гравелль, Тасита Джаясандера, Фабиан Маккаллум, Джефф Моррел, Алекс Таррант, Леон Уодем и Сара Звангобани.
В июле 2021 года стало известно, что в первом сезоне также снялись Чарльз Эдвардс, Уилл Флетчер, Амели Чайлд-Вильерс и Бо Кэссиди. В октябре 2021 года темнокожий британский актёр Ленни Генри признался, что в сериале он сыграл роль хоббита-мохнонога (англ. Harfoot) — представителя древнего племени хоббитов, у которых была «смуглая кожа».

## Оценки критиков
На сайте-агрегаторе Rotten Tomatoes рейтинг первого сезона составляет 83 % на основании 491 рецензии критиков. Критический консенсус резюмировал: «Возможно, это еще не одно шоу, чтобы править ими всеми, но „Кольца власти“ очаровывают своей роскошной презентацией и глубоко прочувствованным изображением Средиземья». На сайте-агрегаторе Metacritic рейтинг первого сезона составляет 71 балл из 100 на основании 40 рецензий критиков, — что означает «в целом положительные отзывы».